# Phương tiện chiến đấu bọc thép

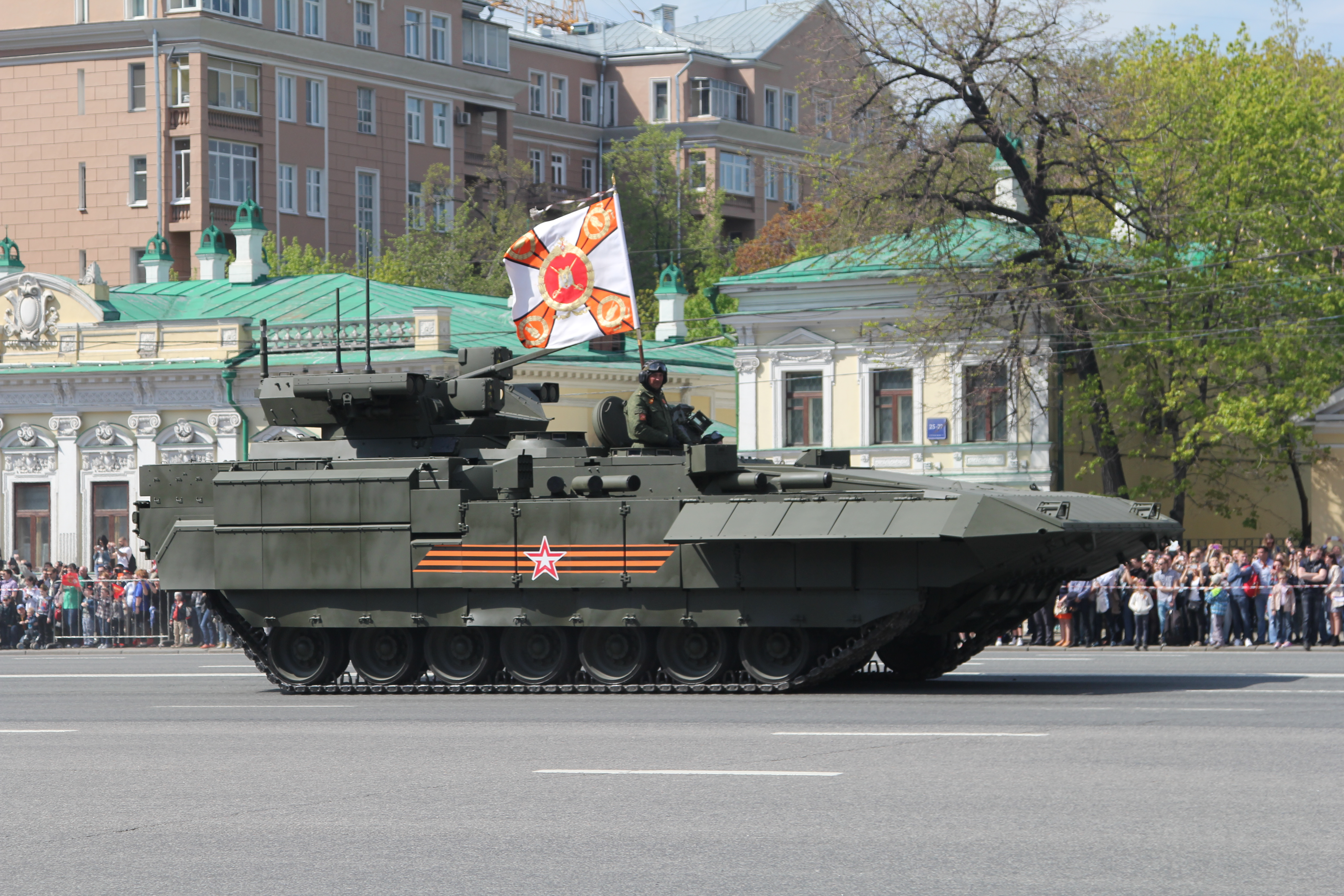
mẫu BMP Т-15 Armata mới nhất của Nga trong ngày 9-5-2015

Phương tiện chiến đấu bọc thép (armoured fighting vehicle - AFV), còn gọi là chiến xa thiết giáp (CXTG), xe bọc thép (XBT), hoặc gọi tắt là thiết giáp, là một phương tiện quân sự, được bảo vệ bởi lớp giáp ngoài và trang bị vũ khí. Hầu hết các CXTG được trang bị để có thể di chuyển trên mọi địa hình chiến trường.
Phương tiện chiến đấu bọc thép được phân loại theo chức năng trên chiến trường và đặc điểm. Sự phần loại này không tuyệt đối; trong một số thời điểm khác nhau, một số quốc gia khác nhau sẽ phân loại các phương tiện giống nhau vào trong các chức năng khác nhau. Ví dụ, xe bọc thép chở quân thường được thay thế bởi xe chiến đấu bộ binh trong vai trò tương tự, nhưng những xe bọc thép chở quân lại thiếu những năng lực mà chỉ có trên xe chiến đấu bộ binh sau này.
Những phương tiện chiến đấu bọc thép đa năng thành công thường được sử dụng để làm mẫu cơ bản cho cả một dòng phương tiện chuyên dụng, ví dụ như loại bánh lốp BTR (Bronetransporter - БТР) của Liên Xô/Nga và Mowag Piranha của Thụy Sĩ; hoặc với loại bánh xích như MT-LB của Liên Xô/Nga và M113 của Mỹ và Việt Nam hiện nay.

## Xe tăng

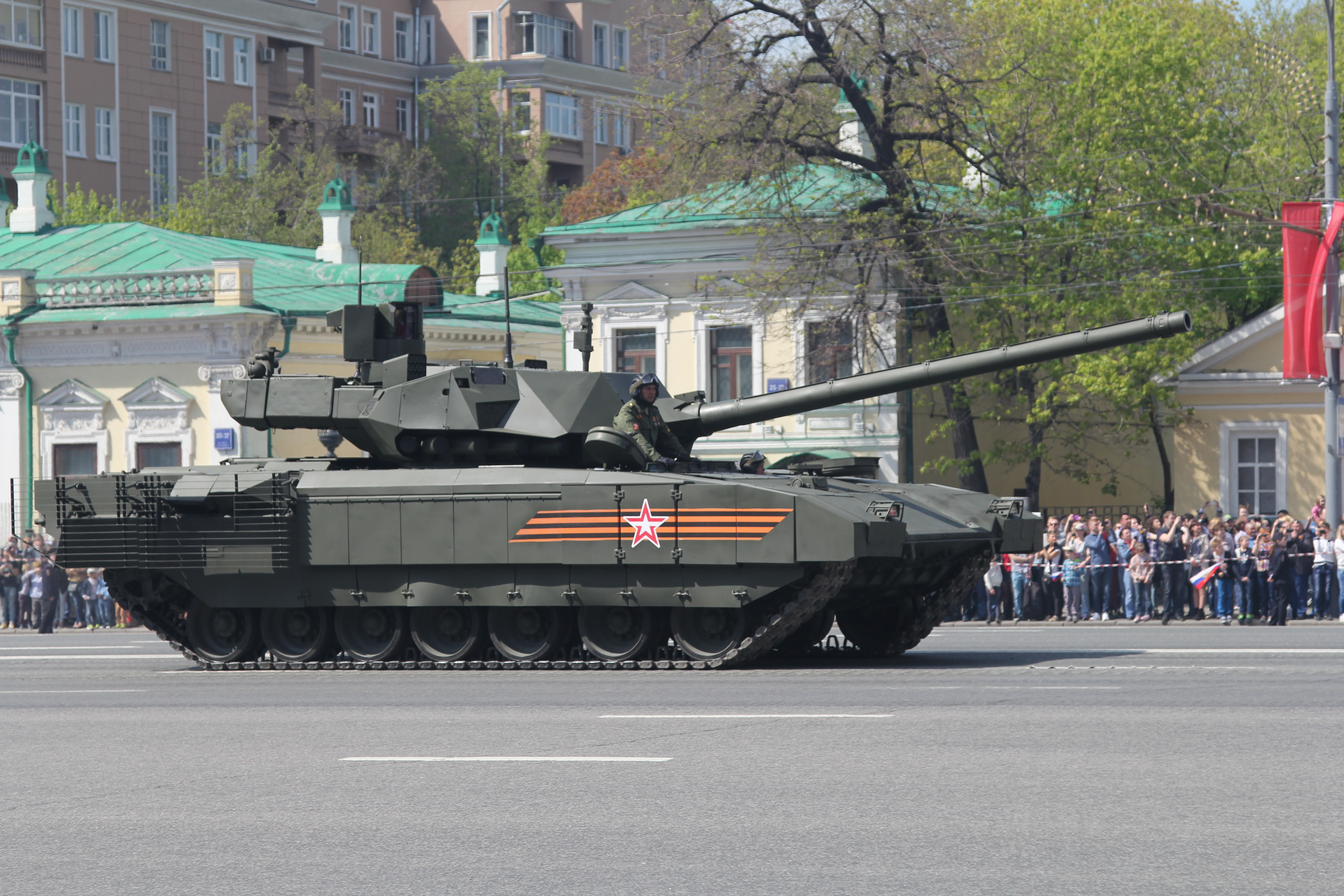
Xe tăng T-14 Armata mới nhất của Nga

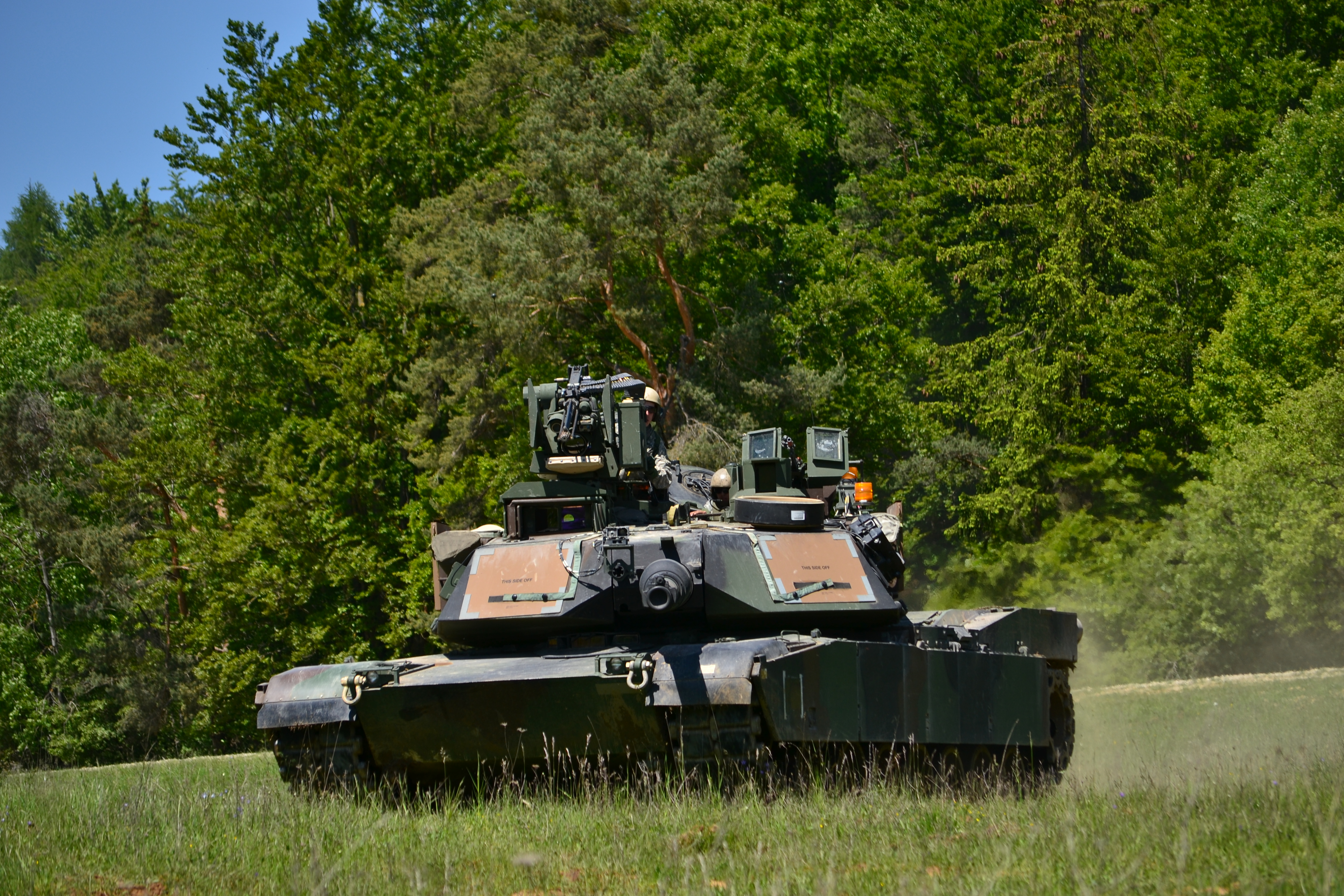
M1A2 của Mỹ

Xe tăng là một loại phương tiện chiến đấu bọc thép chạy bằng xích, có thể di chuyển trên mọi địa hình, có tính cơ động cao và trang bị vũ khí mạnh dùng để diệt nhiều mục tiêu khác nhau. Lớp giáp bảo vệ của xe tăng rất dày, các xe tăng hiện đại có lớp giáp được thiết kế thành nhiều lớp nhằm bảo vệ xe tối đa. Xe tăng được sử dụng trong vai trò tấn công trực diện. Dù vài kiểu mẫu với các hình dạng khác nhau đã được thử nghiệm, đặc biệt vào những ngày đầu thử nghiệm của quá trình phát triển xe tăng, một tiêu chuẩn, hình dạng thiết kế hoàn thiện đã xuất hiện trên một kiểu mẫu được công nhận rộng rãi. Thiết kế tiêu chuẩn này gồm có pháo chính, gắn trong một tháp nhỏ quay được đặt ở trên thân xe bánh xích, ngoài pháo chính còn có các súng máy phụ.
Về nguyên lý thì xe tăng là một vũ khí hoàn toàn dùng để tấn công. Thực chất xe tăng là một công sự hay pháo đài nhỏ có thể cơ động, nó được trang bị với ít nhất là một khẩu súng.
Về mặt lịch sử, xe tăng được chia thành ba loại: xe tăng hạng nhẹ (nhỏ, giáp mỏng, trang bị vũ khí yếu, nhưng lại cơ động cao, được sử dụng cho vai trò trinh sát), xe tăng hạng trung (cỡ trung bình, giáp vừa, vũ khí khá mạnh, có tính cơ động vừa phải được sử dụng trên chiến trường nhằm tạo sự cân bằng, lợi thế trong chiến đấu, mục đích chính là chống lại các xe tăng khác), xe tăng hạng nặng (lớn, giáp dày, vũ khí hạng nặng, nhưng kém cơ động, sử dụng trong vai trò chọc thủng phòng tuyến đối phương, đặc biệt là hỗ trợ đội hình bộ binh). Những tên gọi khác (như Xe tăng kỵ binh, Xe tăng hành trình, Xe tăng bộ binh) cũng được sử dụng bởi một số quốc gia khác nhau để chỉ những vai trò tương tự.
Xe tăng chiến đấu chủ lực (Main battle tank - MBT) trong khái niệm quân sự hiện đại kết hợp với các tiến bộ trong động cơ, pháo, và công nghệ giáp vào trong một mẫu, nó là tập hợp những đặc điểm tốt nhất của 3 kiểu xe tăng hạng nhẹ, hạng trung và hạng nặng. Nó có những đặc điểm nổi trội như hỏa lực mạnh, cơ động và giáp dày so với những xe khác trong cùng thời đại của nó. Xe tăng chủ lực có thể vượt qua những địa hình tương đối hiểm trở mà vẫn duy trì tốc độ cao, nhưng nó đòi hỏi nhu cầu về hậu cần khá lớn như nhiên liệu, bảo dưỡng, đạn dược. Nó có một lớp áo giáp hạng nặng, dày hơn bất kỳ xe chiến đấu nào trên chiến trường, và mang được vũ khí mạnh có khả năng tiêu diệt các mục tiêu đa dạng trên mặt đất như bộ binh, công sự, xe cộ. Đây là một trong số những vũ khí đa năng và đáng ghê sợ nhất trên chiến trường, và nó có khả năng sống sót cao.
Điển hình như M1 Abrams của Mỹ, T-64, T-72, T-80, T-90, Armata của Liên Xô/Nga, Challenger 2 của Anh, Type 99 của Trung Quốc, Type 10 của Nhật..

### Tankette

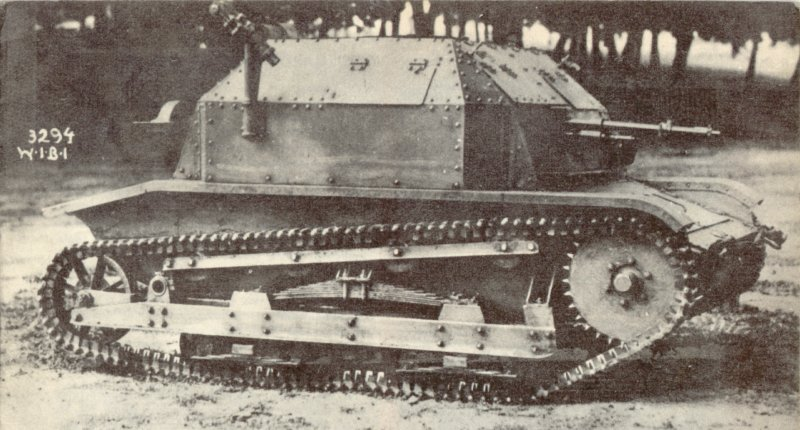
TK-3 của Ba Lan

Tankette (hay còn gọi là xe tăng siêu nhẹ) là một xe chiến đấu bọc thép, tổ lái có từ 1 hoặc 2 người, tương tự như một xe tăng, nó được sử dụng để hỗ trợ bộ binh hay trinh sát. Đa số không có tháp súng và được vũ trang bằng một hoặc hai khẩu súng máy, hoặc hiếm khi trang bị với súng phóng lựu hay súng máy hạng nặng. Tankette được sản xuất vào giữa những năm 1930-1941, nhưng khái niệm này đã bị lãng quên bởi những đặc tính hạn chế và khả năng rất dễ bị hư hại bởi vũ khí chống tăng của nó. Vai trò của nó phần lớn được thay thế bởi những xe bọc thép.
Một thiết kế cổ điển hơn là Carden Loyd Tankette của Anh, nhiều mẫu xe khác sau này đều lấy ý tưởng từ mô hình này. Nhật Bản là một trong số những quốc gia sản xuất và sử dụng nhiều tankette nhất, với một số thiết kế, chúng đã tỏ ra hữu ích khi sử dụng trong điều kiện tác chiến trong rừng nhiệt đới.
Những mẫu Tankette khác như Universal Carrier của Anh và TKS của Ba Lan.

## Xe chở quân

### Xe bọc thép chở quân

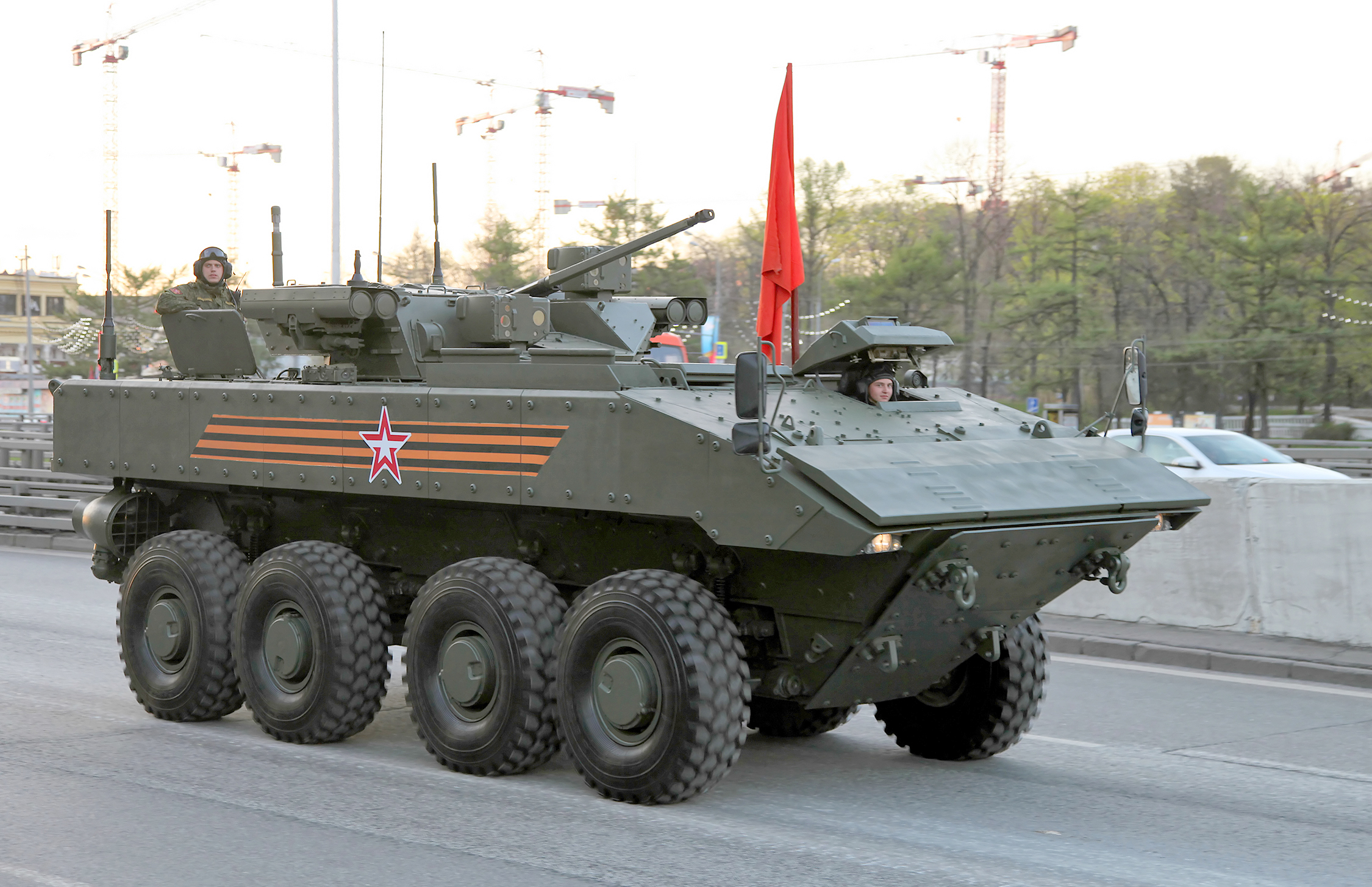
Xe bọc thép chở quân Bumerang mới nhất của Nga chuẩn bị cho lễ duyệt binh 9-5-2015

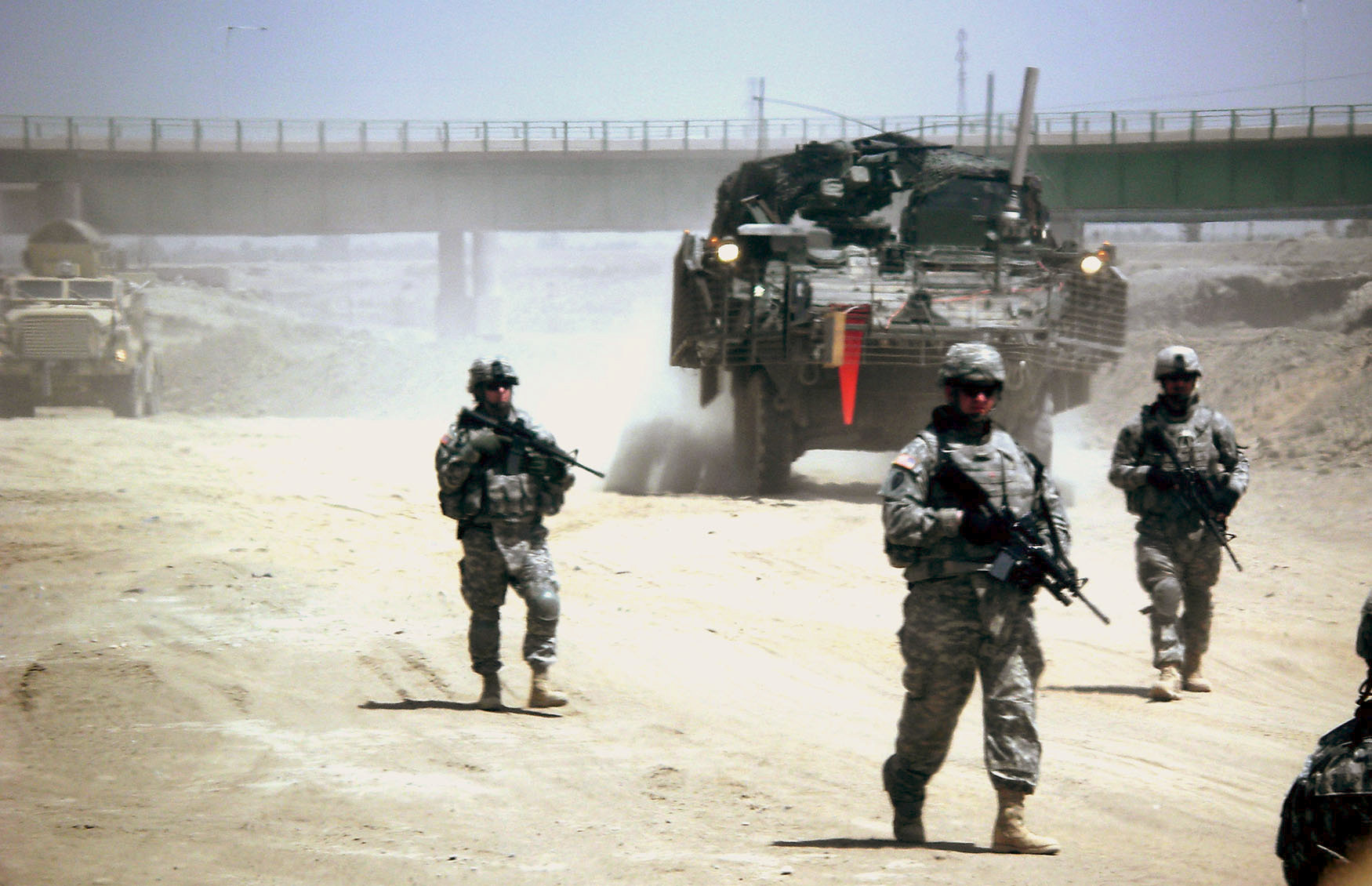
M1126 ICV của Mỹ

Xe bọc thép chở quân (tiếng Anh: Armoured personnel carrier - APC, tiếng Nga: Бронетранспортёр - БТР, BTR) là xe chiến đấu bọc thép hạng nhẹ được sử dụng để vận chuyển bộ binh trên chiến trường. Chúng thường chỉ có một khẩu súng máy, dù vài biến thể có thể mang được súng không giật, tên lửa điều khiển chống tăng (ATGM), hay súng cối. Thật sự thì chúng không phải được thiết kế để tham gia trực tiếp vào trận mà là để đưa quân đến chiến trường an toàn tránh mảnh đạn nổ và phục kích. Xe bọc thép chở quân có thể là xe bánh lốp, bánh xích, hoặc kết hợp cả hai gọi là xe half-track. Ví dụ như BTR, BTR-70, BTR-80, BTR-90, Bumerang (lốp) của Liên Xô/Nga, M113 (xích), LAV-25 (lốp) của Mỹ, FV 432 (xích) của Anh, Boxer MRAV (lốp) của Hà Lan/Đức, VAB (lốp) của Pháp, và M3 (half-track) của Mỹ.
Người Anh đã thực hiện việc vận chuyển các đơn vị bộ binh trên các xe xích bọc thép trong Chiến tranh Thế giới I, bằng loại tăng Mark V*, nó vừa có thể chở một tổ bộ binh trong khi vẫn được vũ trang như một xe tăng. Sau chiến tranh, quan niệm về xe bọc thép chở quân phần lớn đã rơi vào những xe tải, xe chở bộ binh cỡ nhỏ, và xe half-track bọc thép hạng nhẹ, những loại xe được sử dụng rộng rãi trong Chiến tranh Thế giới II. Trong Thế chiến II đã có những cuộc thử nghiệm đầu tiên với các mẫu xe bọc thép chở quân hạng nặng, ví dụ như Kangaroo, đây là một chiếc xe tăng đã gỡ bỏ tháp pháo. Sau chiến tranh, đã có một sự thay đổi khi những xe bọc thép chở quân half-track bị thay thế bởi xe bọc thép chở quân chạy bằng bánh xích hay bánh lốp, thông thường những xe chở quân bọc thép này được vũ trang bằng một khẩu súng máy để tự bảo vệ. Một mẫu xe mới hiện đang được chế tạo cho Lực lượng Phòng vệ Israel là Wolf.

### Xe chiến đấu bộ binh

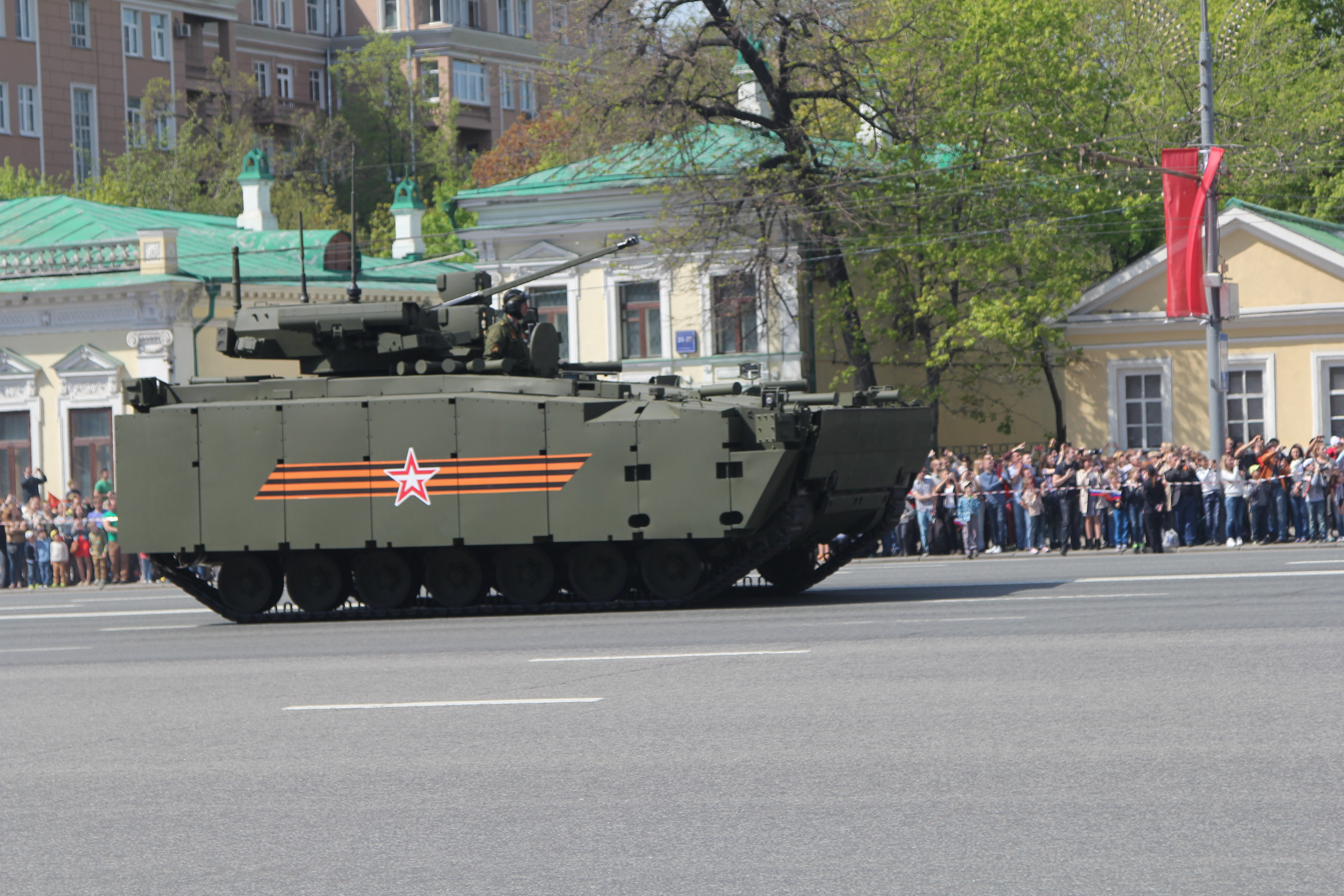
mẫu BMP Kurganets-25 mới nhất của Nga trong ngày 9-5-2015

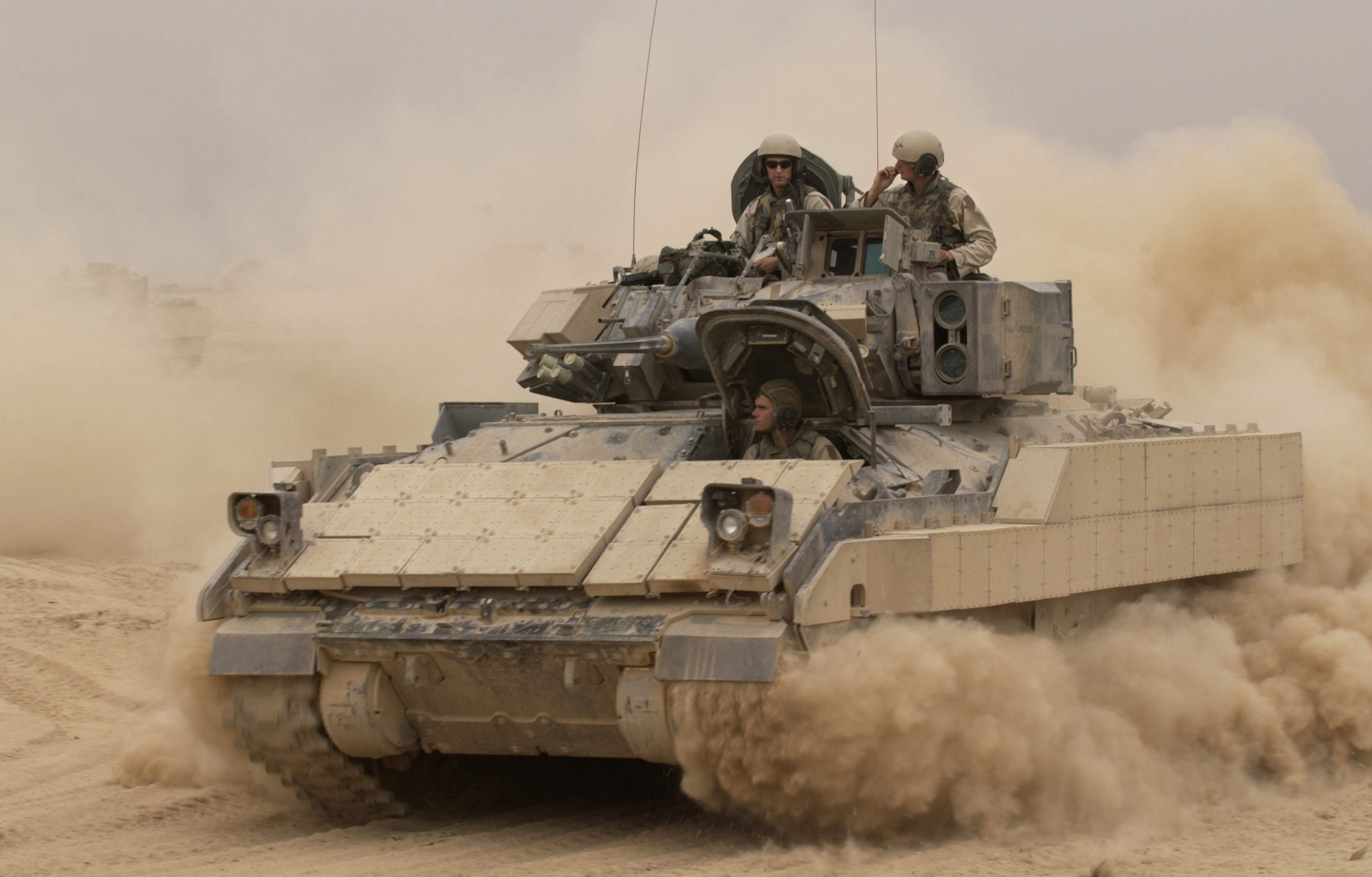
M2 Bradley của Mỹ

Xe chiến đấu bộ binh (tiếng Anh: Infantry fighting vehicle - IFV, tiếng Nga: Боевая машина пехоты - БМП, BMP) là một dạng xe bọc thép chở quân, nó được trang bị giáp, mang nhiều vũ khí hỗ trợ. Nó vừa có thể chở quân trên chiến trường, vừa có thể chiến đấu hỗ trợ bộ binh như diệt công sự, bộ binh đối phương... bằng các vũ khí mang theo. IFV đầu tiên là xe BMP-1 của Liên Xô, BMP-1 đã gây ngạc nhiên cho các nhà phân tích tình báo của Phương Tây khi nó xuất hiện trong một cuộc diễu binh vào năm 1967.
Những IFV hiện đại ngày nay là những xe chở bộ binh trang bị đầy đủ, cho phép bộ binh có thể chiến đấu từ bên trong xe. IFV khác với những APC đời đầu, trong khi APC chỉ được vũ trang bằng súng máy và giáp mỏng, thì IFV được trang bị bũ khí hạng nặng cho phép nó hỗ trợ hỏa lực trực tiếp trong một cuộc tấn công, ở thân xe có các ô nhỏ cho phép bộ binh sử dụng vũ khí cá nhân để tấn công các mục tiêu bên ngoài, và IFV còn được nâng cấp cải tiến giáp bảo vệ. IFV được vũ trang đặc trưng bằng một khẩu pháo tự động 20-40mm, và có khả năng mang được tên lửa điều khiển chống tăng. Các IFV thường là các xe bánh xích, nhưng một số IFV cũng được trang bị bánh lốp như BTR-90
Những IFV được trang bị đặc biệt để thực hiện một số chức năng của xe tăng hạng nhẹ; chúng được sử dụng trong các đơn vị trinh sát, và những IFV hạng nhẹ cũng được sử dụng bởi các đơn vị đổ bộ đường không khi chiến đấu không có sự hỗ trợ từ hỏa lực mạnh của xe tăng. Liên Xô đã trang bị cho các đơn vị lính dù của mình các IFV có thể được thả dù từ máy bay nhằm hỗ trợ cho các đơn vị chiến đấu như BMD-1..

### Xe cơ động bộ binh

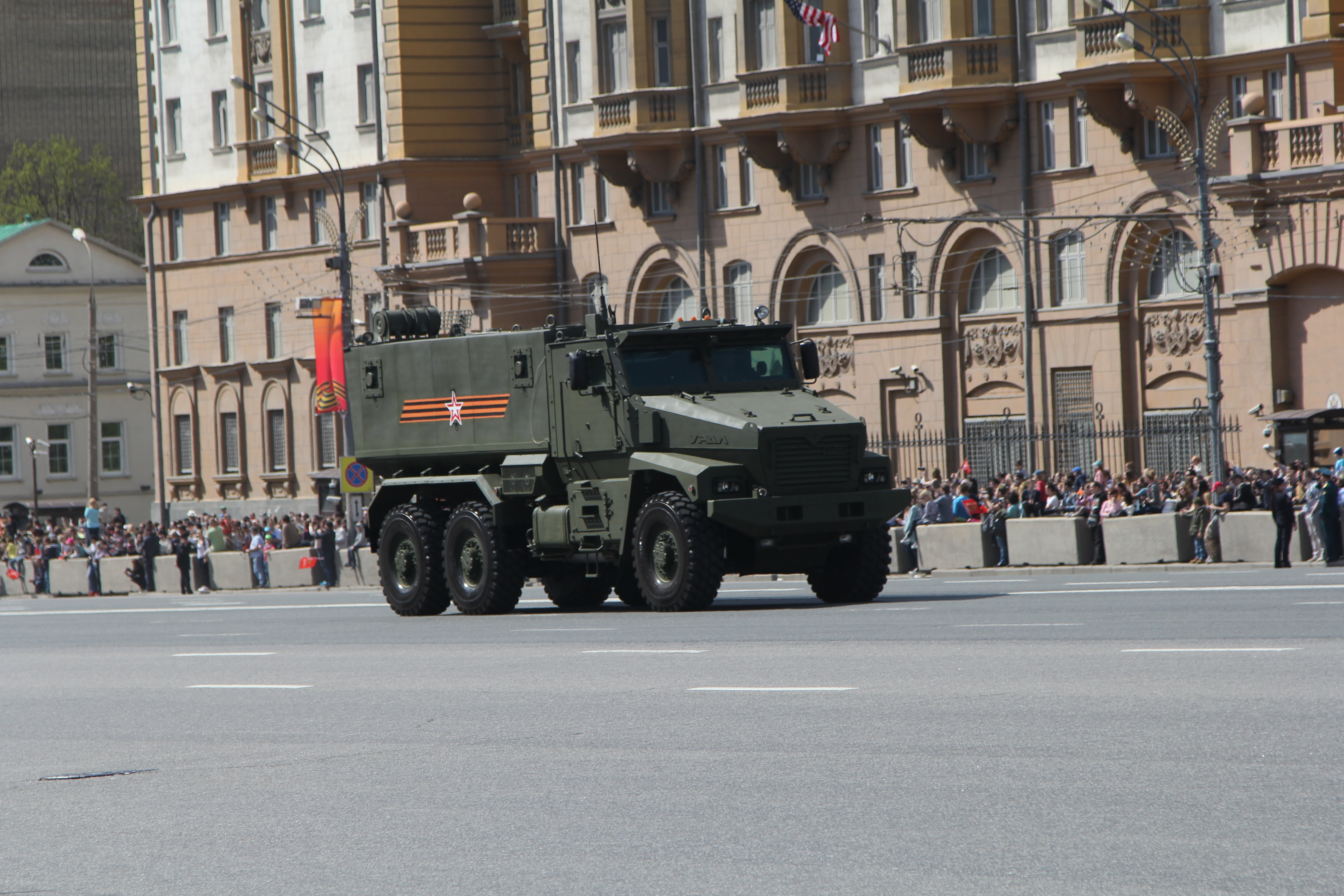
Typhoon Ural của Nga trong ngày 9-5-2015

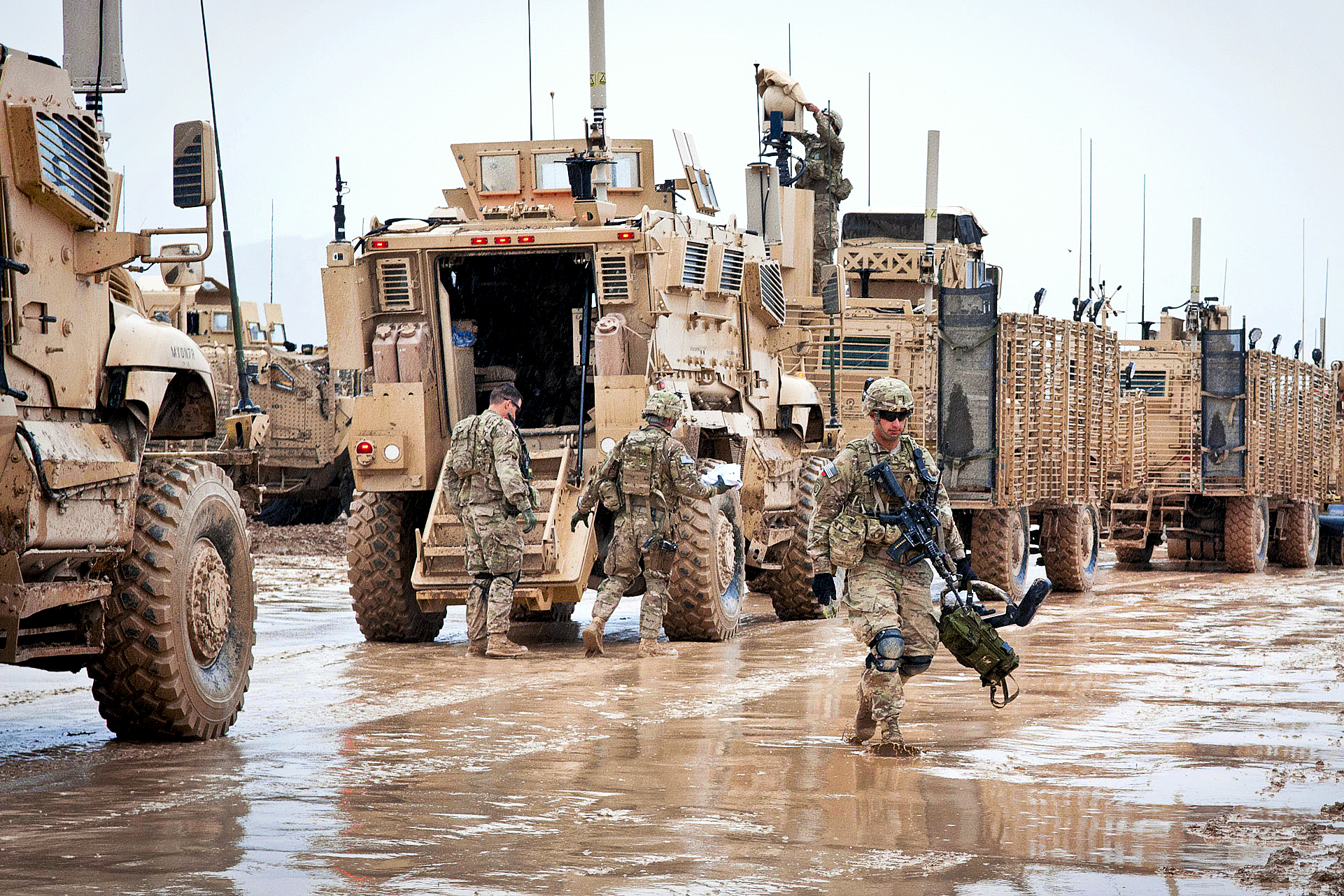
MaxxPro của Lục quân Mỹ

Xe cơ động bộ binh (Infantry mobility vehicle - IMV) là một thuật ngữ hiện đại cho xe chở quân bánh lốp được bọc thép. Khác với xe bọc thép chở quân được dùng để vận chuyển bộ binh trên chiến trường, xe cơ động bộ binh được dùng để chở quân hoặc làm nhiệm vụ tuần tra trinh sát ở phía sau chiến tuyến.
Xe bọc thép kháng mìn (Mine-Resistant Ambush Protected - MRAP) là một loại IMV, được dùng để chở quân ở phía sau chiến tuyến, nên dù cũng có khả năng chở một đơn vị bộ binh như APC hay IFV, nhưng trang bị vũ khí của chúng chỉ ở mức tối thiểu. Bù lại, chúng cũng được thiết kế để bảo vệ an toàn cho tổ lính bên trong khỏi những thiết bị nổ tự tạo (IED) hoặc vũ khí hạng nhẹ khi bị phục kích. Những mẫu xe ví dụ hiện nay bao gồm Ural Typhoon, Kamaz Typhoon của Nga ATF Dingo, Bushmaster IMV, M1117 Guardian, MaxxPro của Mỹ... Thông thường, các hệ xe này được thiết kế từ 3 đến 4 trục.
Một loại IMV khác nữa là xe đa dụng hạng nhẹ, điển hình như Humvee của Mỹ, Gaz Tigr của Nga. Chúng thường được sử dụng trong các đơn vị tuần tra, trinh sát hay an ninh quân sự. Loại xe này thường được thiết kế với 2 hoặc 3 trục.

## Pháo tự hành

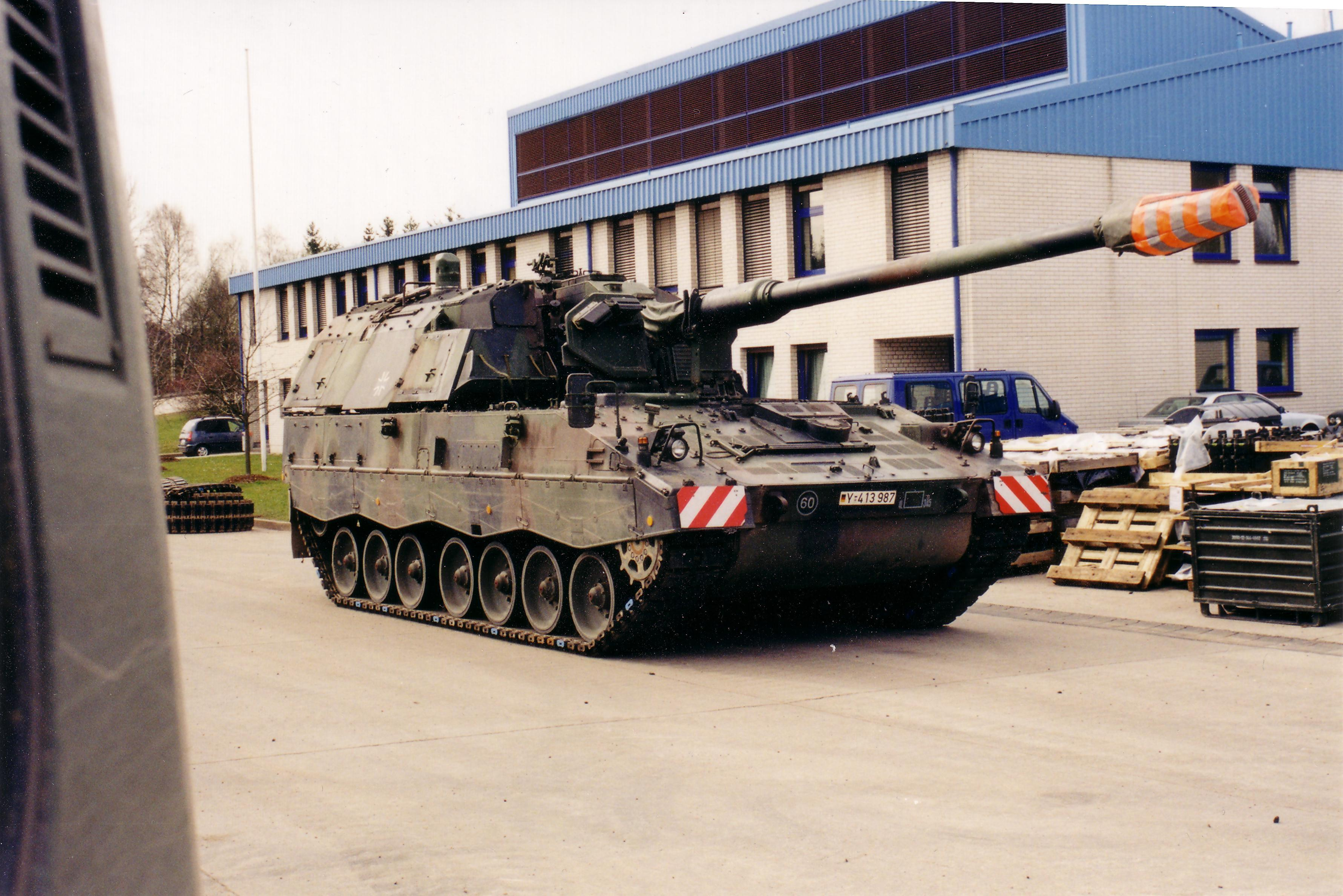
Pháo tự hành hiện đại PzH 2000 của Đức

Pháo tự hành (SPG) là một bộ phận của pháo binh, nhưng pháo tự hành lại có thể tự cơ động di chuyển không cần xe kéo, khẩu pháo được đặt trên một khung xe bánh xích hoặc bánh lốp. Chúng thường được trang bị giáp. Khả năng cơ động cho phép pháo binh theo kịp tốc độ của chiến tranh hiện đại, kịp thời hỗ trợ các đơn vị chiến đấu khác và được bảo vệ tốt hơn. Tương tự như một khẩu đội pháo kéo, một khẩu đội pháo tự hành vẫn phải bố trí trận địa trong một khu vực tương đối an toàn mới có thể pháo kích đối phương, nhưng pháo tự hành có khả năng di chuyển cơ động đến các địa điểm mới rất nhanh. Các pháo tự hành đang được sử dụng trên thế giới phổ biến hiện nay như M109 của Mỹ, 2S19 MSTA của Nga, AS-90 của Anh, PzH 2000 của Đức

### Pháo tấn công
Pháo tấn công (Assault gun) là bộ phận của pháo tự hành dùng để hỗ trợ bộ binh trong vai trò hỏa lực trực tiếp. Nó thường có một khẩu pháo đường kính lớn có khả năng bắn đạn có sức sát thương lớn, phá hủy trên diện rộng, tấn công các đơn vị đối phương và các công sự kiên cố. Điển hình như M1128 MGS của Mỹ, PT-76 của Liên Xô.

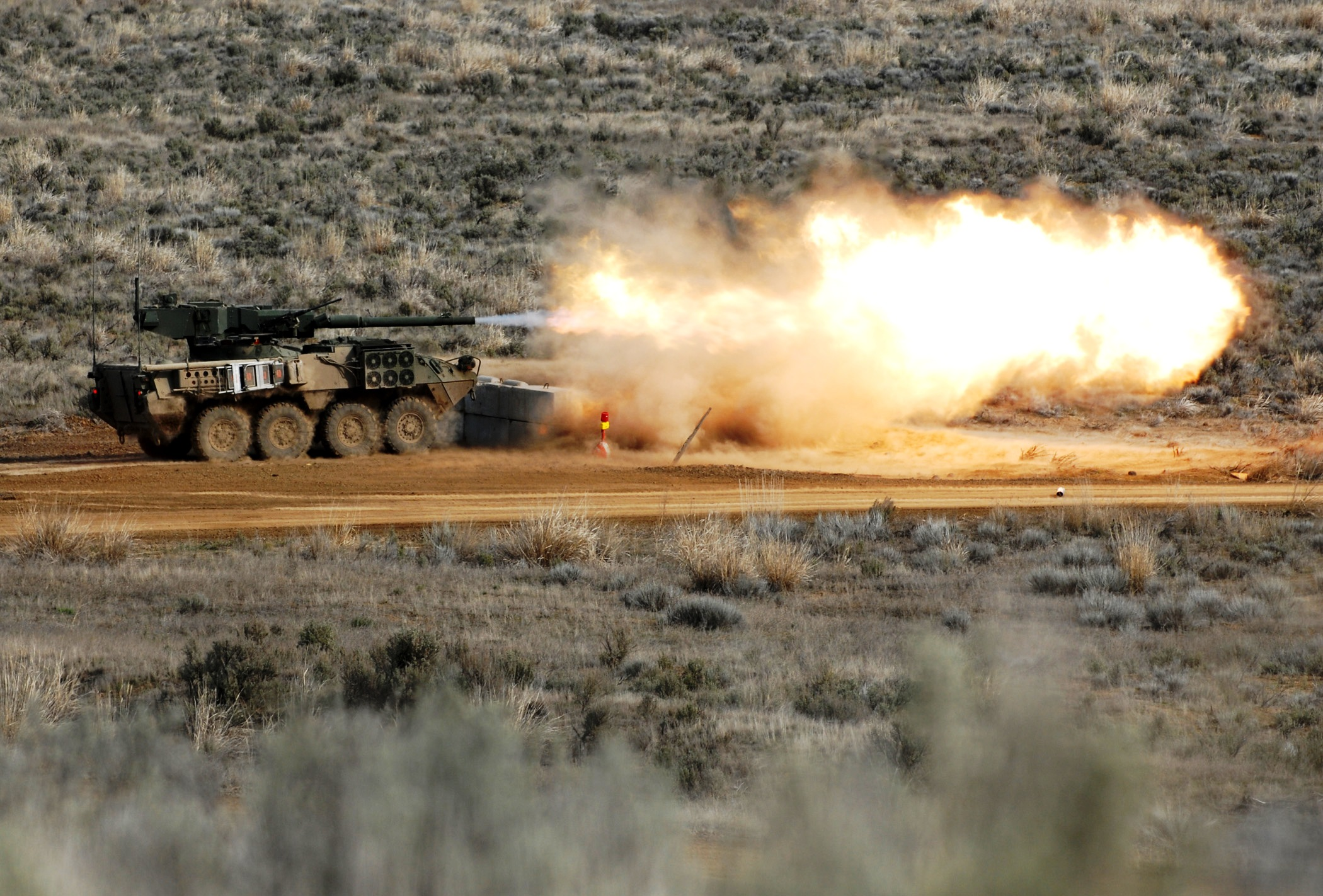
Hệ thống pháo di động M1128 của Mỹ

### Pháo tự hành chống tăng

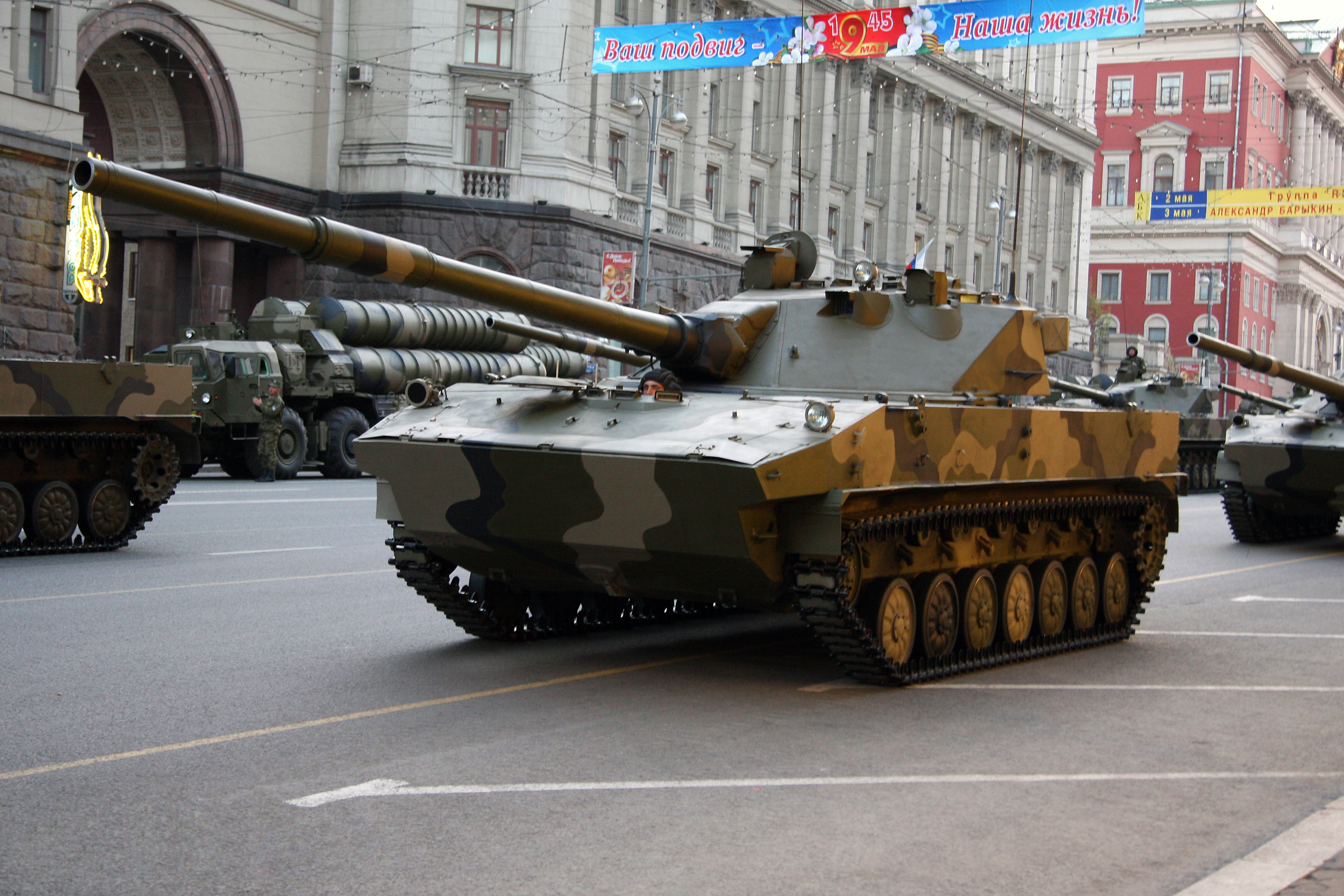
2S25 Sprut SD trong lễ duyệt binh chiến thắng tại Moskva năm 2008

Pháo tự hành chống tăng, hay còn gọi là kẻ diệt tăng (tank destroyers), được sử dụng chủ yếu hỗ trợ các đơn vị bộ binh hay xe tăng trong khi đang phòng thủ hoặc rút lui. Chúng có thể trang bị pháo chống tăng bắn nhanh hay đôi khi là tên lửa điều khiển chống tăng (ATGM).
Pháo tự hành chống tăng không thể thực hiện nhiều chức năng như xe tăng; chúng ít cơ động, và thường thiếu khả năng chống bộ binh, nhưng chúng rẻ hơn trong sản xuất, bảo dưỡng, và cung cấp hậu cần hơn xe tăng.
Pháo tự hành chống tăng thường được trang bị với pháo cỡ lớn, nhưng chúng đã bị thay thế phần lớn bởi những xe tăng đa năng và vũ khí chống tăng kể từ Chiến tranh Thế giới II, với khả năng mang ATGM bọc thép mỏng chúng thường được dùng để bổ sung vào khả năng chống tăng tầm xa, và để thay thế những xe tăng hạng nhẹ hay lực lượng đổ bộ đường không.

## Xe công binh thiết giáp
Tùy theo từng thiết kế mà chúng có nhiệm vụ khác nhau, nhưng nhìn chung là công việc xây dựng và hỗ trợ chiến trường. Điển hình như M104 Wolverine, M728 CEV, M60 AVLB, BREM-72, MTU-90, BMR-3..

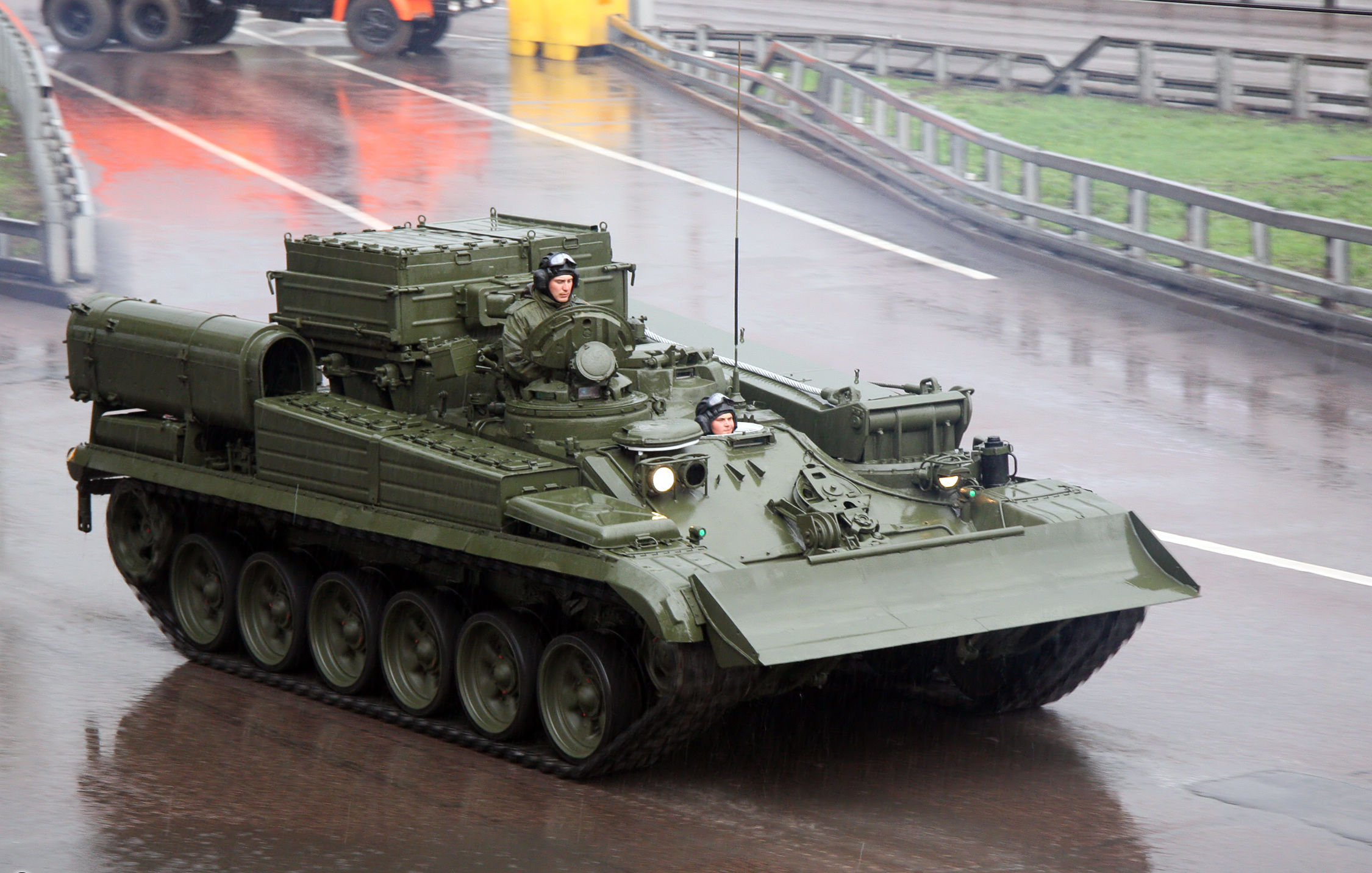
BREM-1 của Nga

## Phương tiện phòng không tự hành

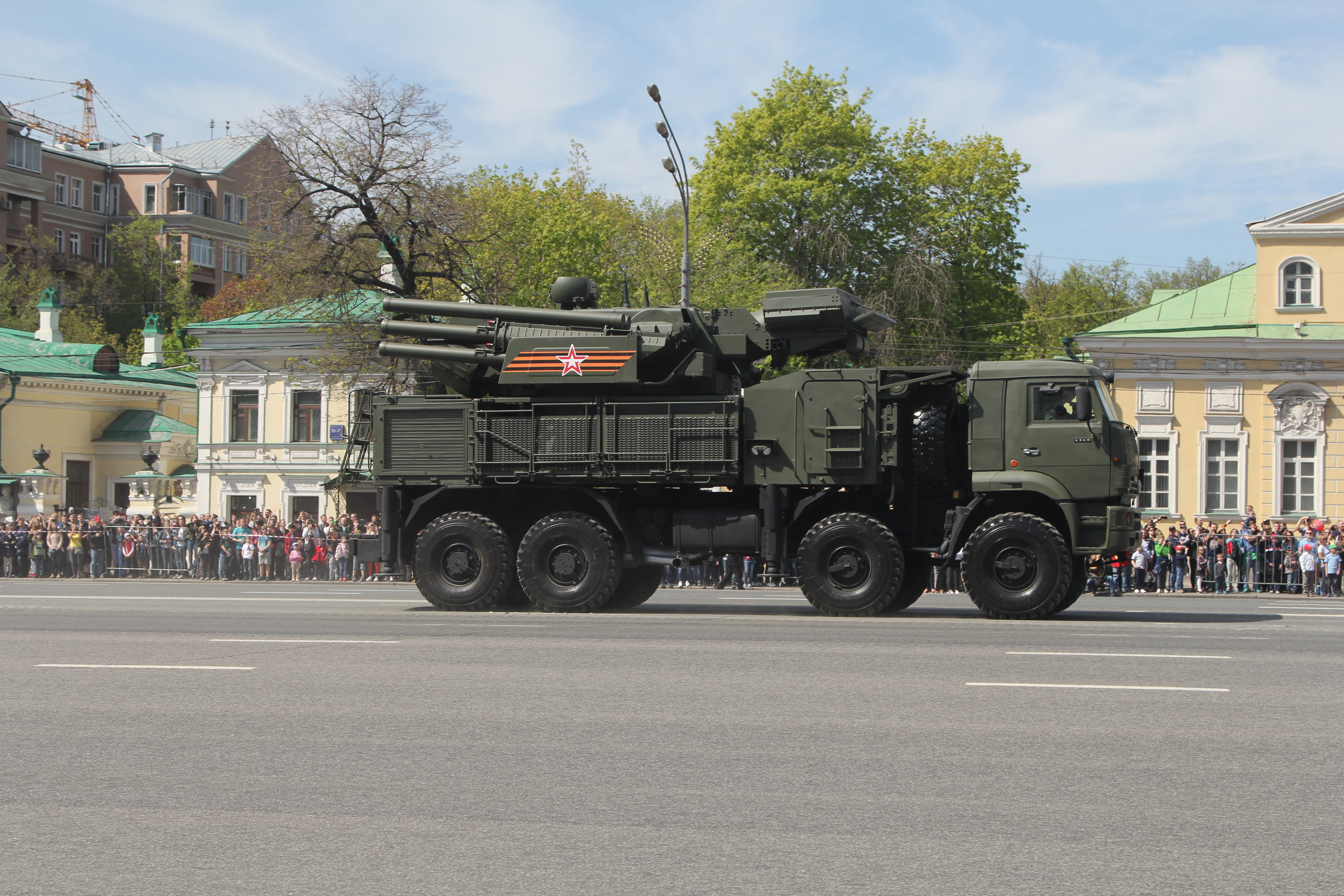
Pantsir-S1 của Nga

Chúng có nhiệm vụ bảo đảm an toàn không phận trước các mối đe dọa từ trên không... điển hình như ZSU-23-4 Shilka, Pantsir S1 và 9K22 Tunguska của Nga, Type 95 SPAAA của Trung Quốc, M1097 Humvee Avenger và M6 Bradley Linebacker của Mỹ.

## Ảnh

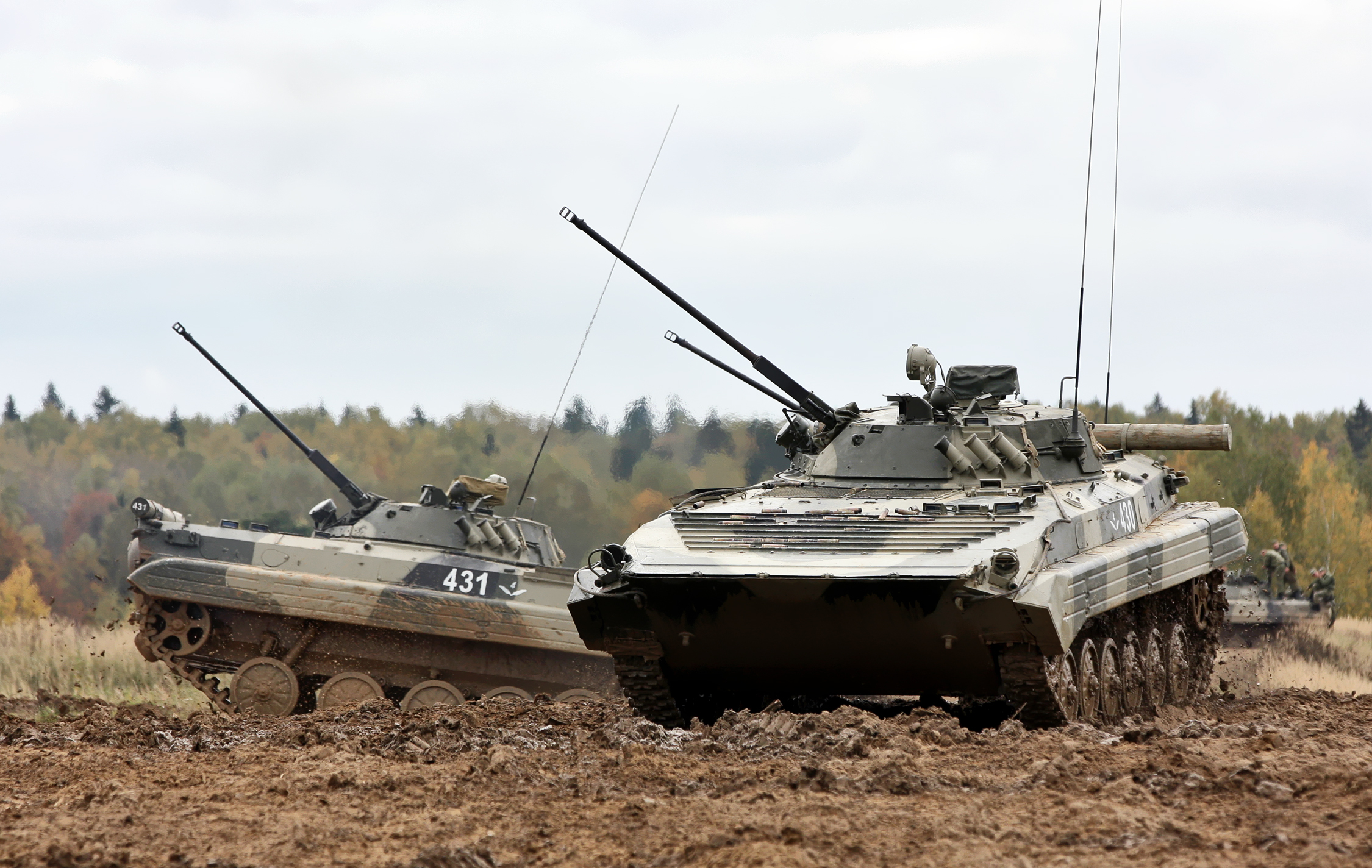
BMP-2 của Nga
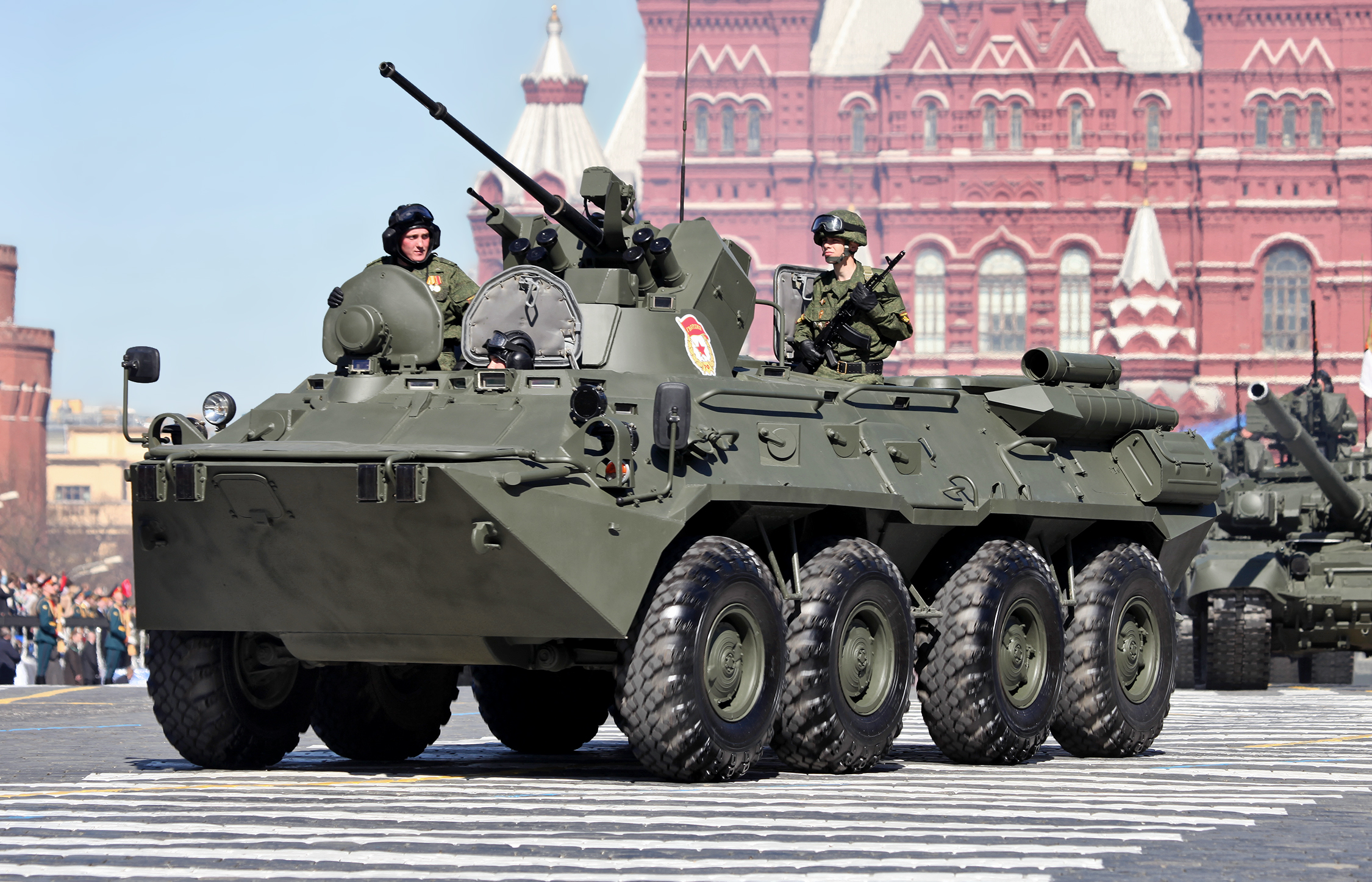
BTR-82 của Nga
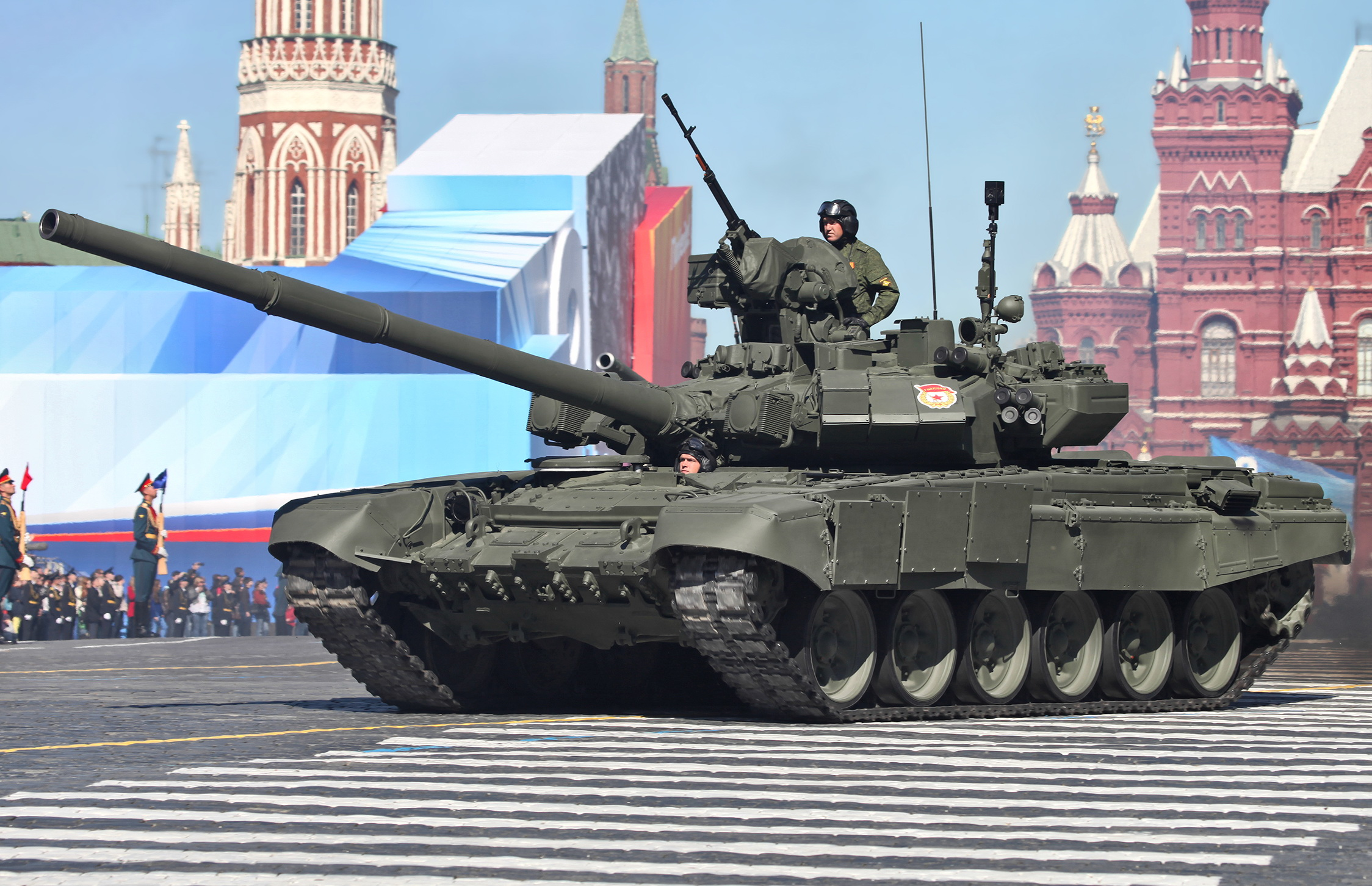
T-90 của Nga trong lễ duyệt binh 9-5 tại Moskva
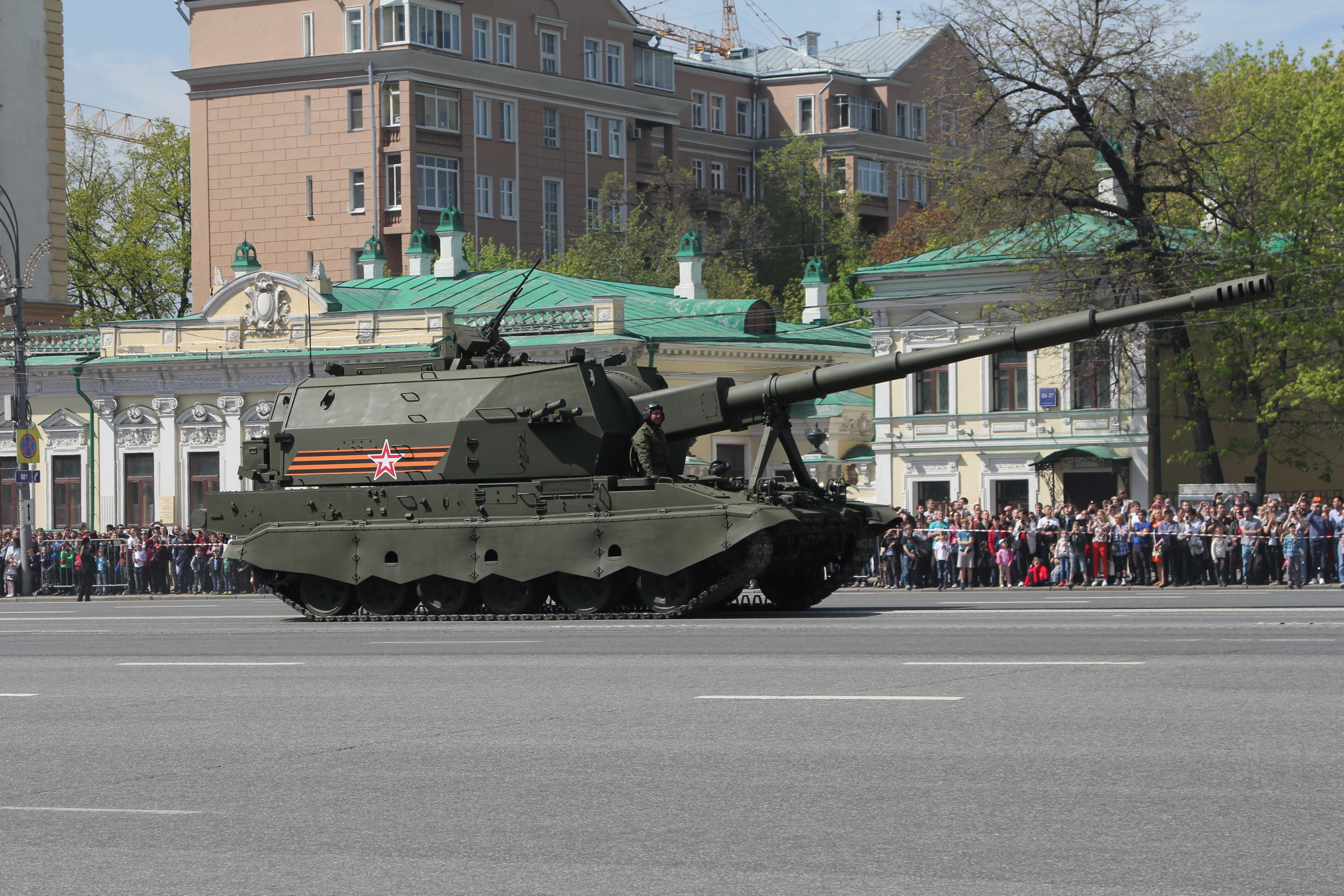
pháo tự hành 2S35 Koalitsiya-SV của Nga trong ngày 9-5-2015
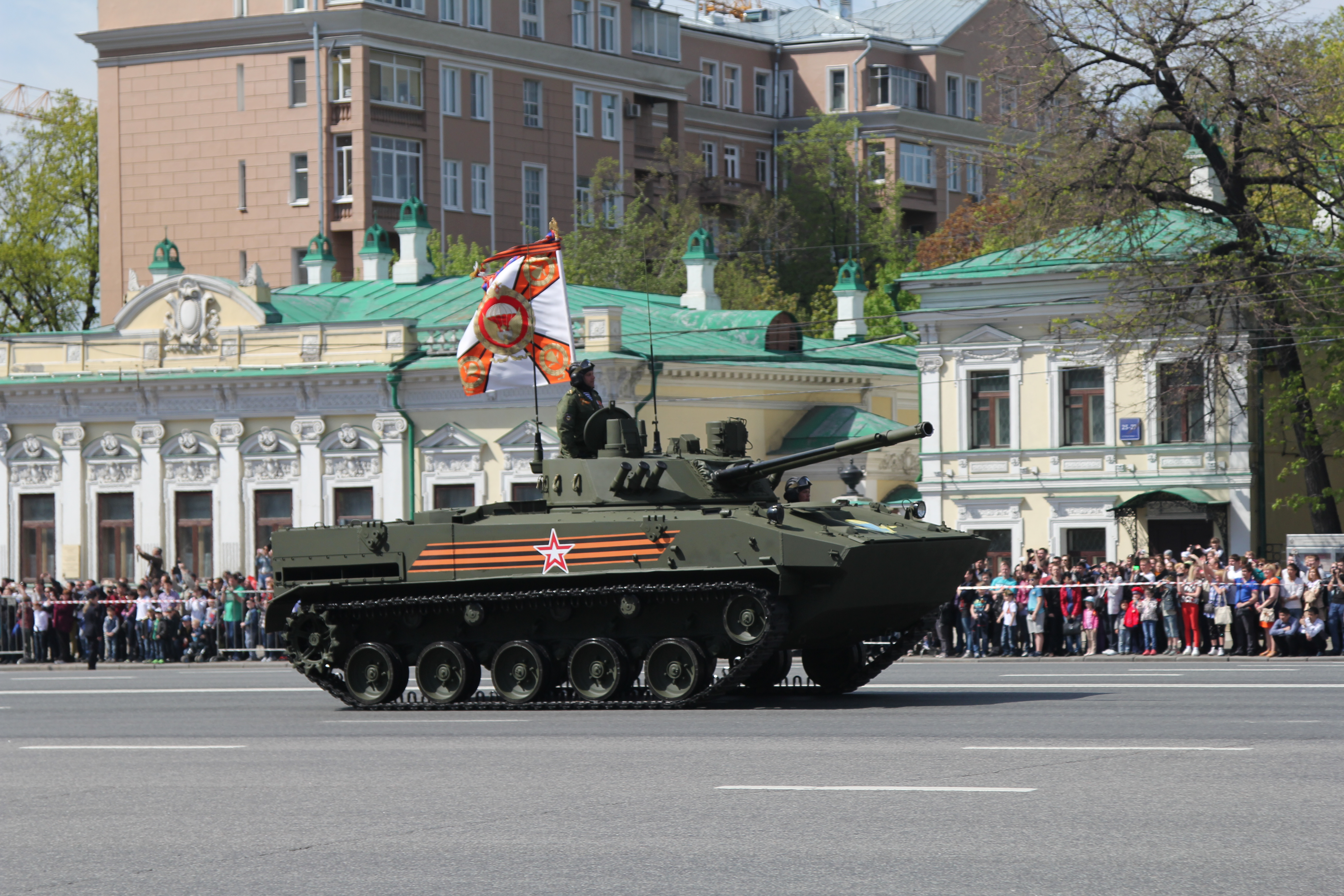
Xe chiến đấu bộ binh nhảy dù BMD-4M của Nga trong ngày 9-5-2015
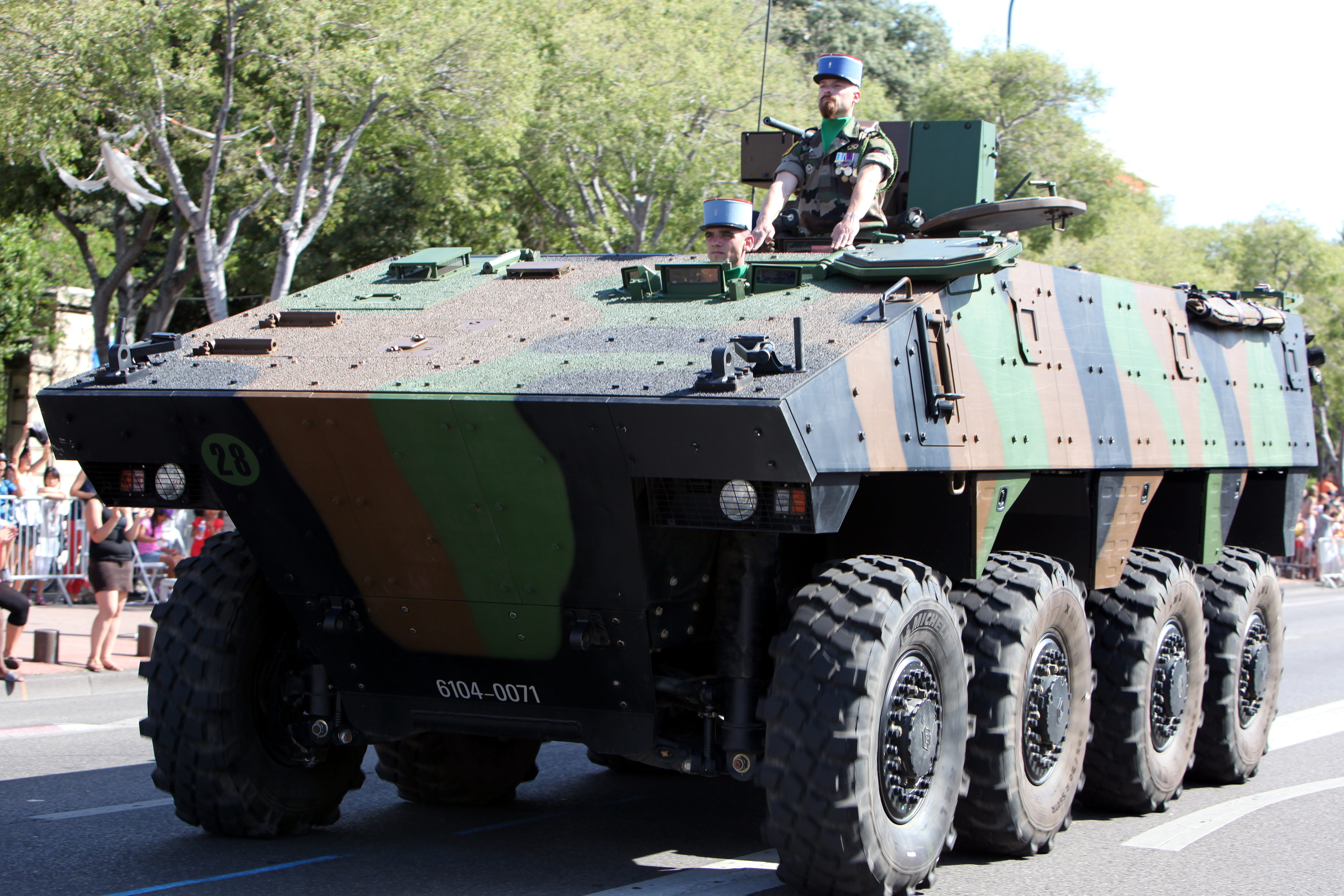
VCBI của Pháp
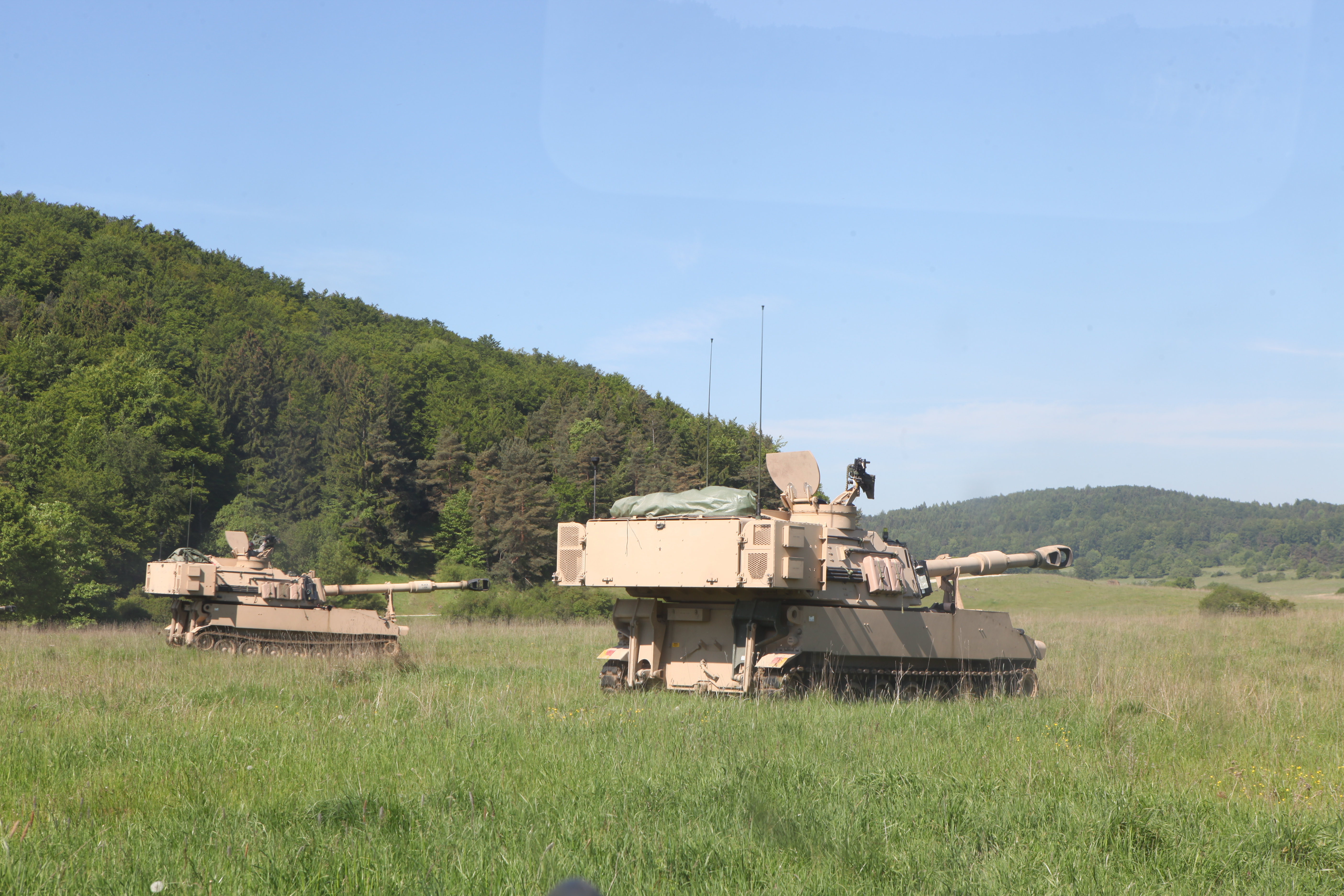
Pháo tự hành M109A6 của Mỹ Combined Resolve II
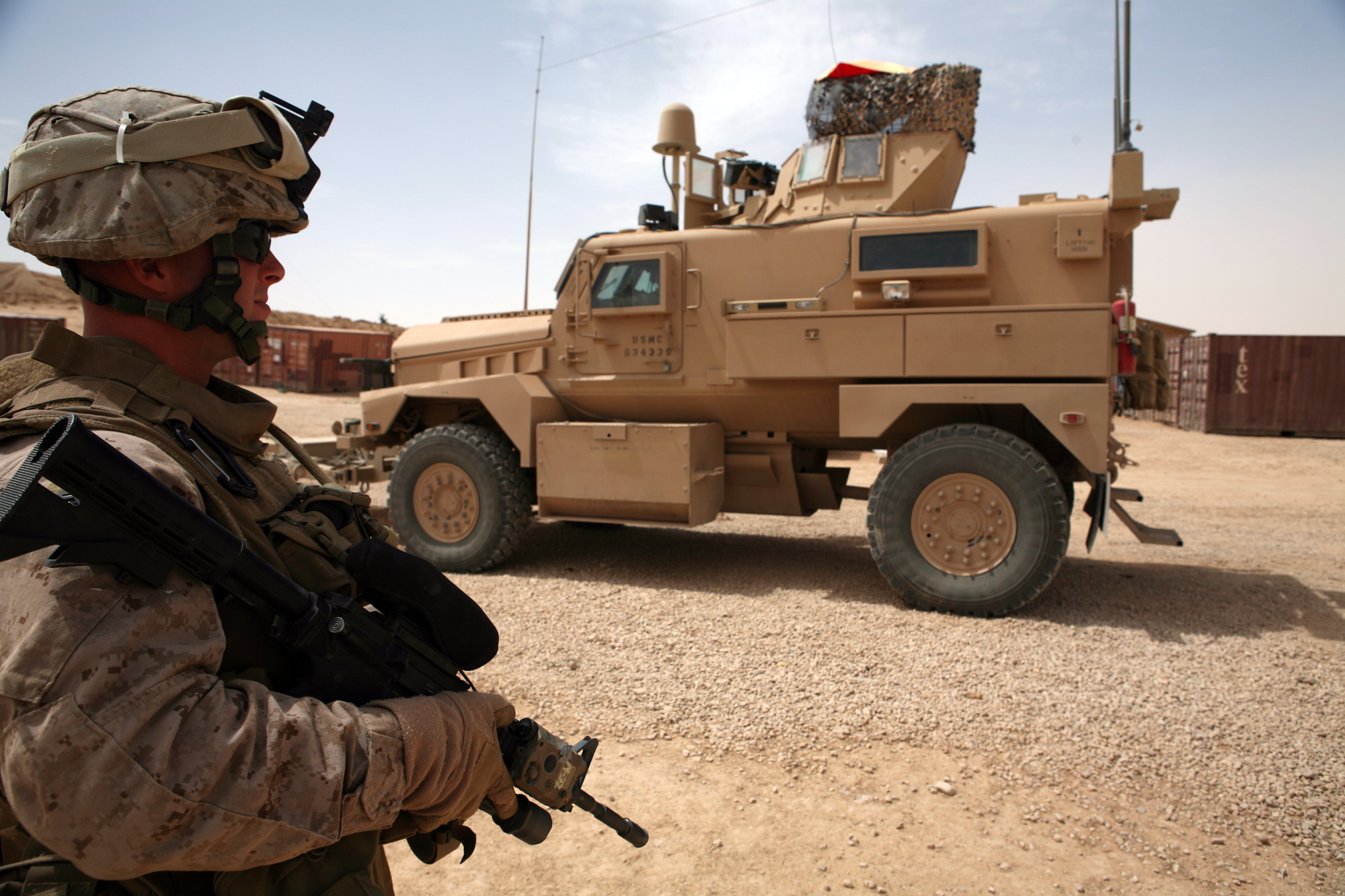
MRAP Cougar của Thủy quân lục chiến Mỹ
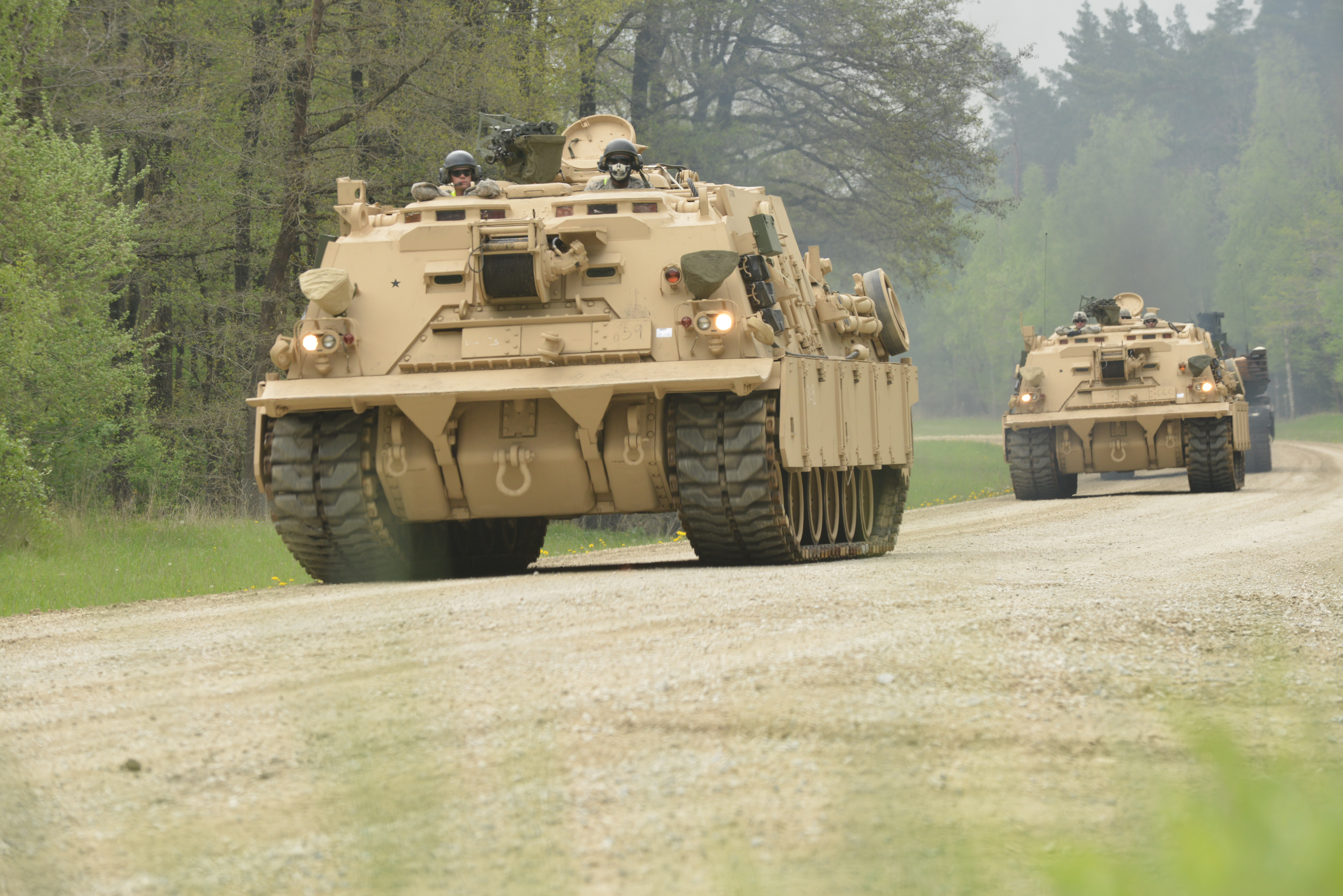
xe công binh M-88 của Mỹ